# Erimanto (fiume)
L'Erimanto (in greco antico: Ἐρύμανθος?, Erýmanthos, in latino Erymanthus) è un fiume del Peloponneso occidentale, in Grecia, ricordato già da Pausania. Le sue sorgenti si trovano sul versante sudorientale del monte Erimanto, vicino ad Agrampela, in Acaia. Si dirige a sud in un paesaggio roccioso ricco di pini e riceve le acque di molti piccoli affluenti. Dopo aver attraversato il villaggio di Tripotama, il fiume segna il confine tra Elide e Arcadia. L'Erimanto termina la sua corsa gettandosi nell'Alfeo, 5 km a ovest della confluenza del Ladone, presso il villaggio di Tripotamia. 
Tra gennaio e maggio, per un tratto di 9 km, è possibile praticare il rafting sulle sue acque.